# Soúli
Soúli (Souli) är en ort i Grekland.   Den ligger i prefekturen Nomós Korinthías och regionen Peloponnesos, i den södra delen av landet, 90 km väster om huvudstaden Aten. Soúli ligger 515 meter över havet och antalet invånare är 434.
Terrängen runt Soúli är huvudsakligen kuperad, men åt nordväst är den bergig. Runt Soúli är det ganska tätbefolkat, med 96 invånare per kvadratkilometer. Närmaste större samhälle är Kiáto, 9,6 km öster om Soúli. 